# Szuzuki Sunrjú
Szuzuki Sunrjú (鈴木 俊隆, nyugaton Shunryu Suzuki) (1904. május 18. – 1971. december 4.) japán zen szerzetes.

## Gyerekkor
1904. május 18-án született Szuzuki Tositaka néven egy kis faluban, Sogandzsi templomban.
Édesapja Szuzuki Sogaku Bucumon, a közeli templom ’főapátja’ egy Zen pap lányát vette feleségül, Jone-t. Ez Jone második házassága volt. A család a templom Buddha csarnokában élt. Szuzuki szülei különböző alantas munkákat végeztek, hogy meg tudjanak élni.
1910-ben, amikor Szuzuki 6 éves volt, tanuló lett. Ekkor vette észre, hogy a családja sokkal szegényebb, mint ahogy ő azt gondolta. A ruhája, a cipője, de még a frizurája is eltért a többiekétől. Szuzukinak elég nehéz volt az iskolában. Az általános iskolában jöttek elő kétségei apja intéseivel kapcsolatban, apjára nem tudott úgy nézni, mint egy tanárra.

## Tanulóévei
1916-ban a 12 éves Szuzuki elhatározta, hogy az apja előző tanítványa segítségével képezi magát, aki nevezetesen Szuzuki So-on Gjokudzsun volt. So-on Sogaku örökbefogadott fia és Sogaku előző templomának (Zoun-in) apátja volt. Szülei túl fiatalnak tartották, ahhoz hogy a családtól külön éljen, de mégis elengedték.
Zoun-in egy kis faluban helyezkedett el, melyet Morinak hívtak. (Sidzouka tartomány, Japán). Szuzuki egy 100 napos ülés periódus közben ért a templomba, ő volt a legfiatalabb tanuló ott. Zou-in sokkal nagyobb templom volt, mint Sogandzsi.
Hajnali négykor kellett kelnie a zazenhez, majd szútrákat kellett énekelnie és elkezdeni takarítani a templomot a többiekkel. Egész nap dolgozniuk kellett, majd este folytatták a zazent. Szuzuki tisztelte tanárát, aki kemény fegyelmező volt. So-on sokszor volt durva illetve nyers Szuzukival, de adott néki némi mozgásteret fiatalsága miatt.
Amikor 13 éves lett, 1917. május 18-án So-on újonc szerzetessé szentelte. Buddhista nevet, Sogaku Sunrjú lett, de So-on Görbe Uborkának becézte, a kiszámíthatatlan természete miatt.
Sunrjú folytatta az általános iskolát Moriban, de So-on nem látta el megfelelő ruhákkal. Szuzuki a piszkálódások tárgya volt, de ennek ellenére sem panaszkodott. Ehelyett kétszer annyi erővel fáradozott a templomban.
Először amikor Zoun-in-ba ment, 8 másik fiúval tanult együtt. 1918-ra ő volt az egyetlen, aki So-on-nal maradt. Ez egy kicsit nehezebbé tette életét So-on-nal, mivel So-on-nak több ideje maradt őt elemezni. Ebben az időben Szuzuki el akart menni Zoun-in-ból, de végül is nem adta fel.
1918-ban So-on egy másik templom fejévé vált. A templom Jaidzu peremén helyezkedett el és Rinszo-in volt a neve. Sunrjú követte őt és segített rendbe szedni a helyet. Hamarosan, családok küldték oda tanulni fiaikat, így a templom élettel teli lett. Szuzuki nem ment át a felvételi vizsgán egy közeli iskolában, So-on elkezdi tanítani olvasni és írni kínaiul.
So-on hamar elküldte a tanítványait, hogy Rindzai mesternél tanuljanak egy ideig. Itt Sunrjú egy másfajta Zen-t tanult. Amely a kóanra való koncentrálás által a szatori megszerzésére épül, mellyel elérhetünk a zazenhez. Szuzukinak problémái voltak a kóanjával. Eközben, a többi tanuló mind teljesítette a kóant. Így Szuzuki kirekesztettnek érezte magát.
Az ünnepség előtt, hogy kijelöljék a távozásukat Szuzuki odament tanárához, Rindzaihoz és kibökte a választ (a kóanra). A mester elfogadta Szuzuki válaszát.
1919-ben, amikor Szuzuki 15 éves volt, a szülei hazavitették. Eközben Sunrjú kisegített az ottani templomban és elkezdte a középiskolát. A nyári szünidőben visszament Rinso-inbe és Zoun-inbe So-onnal, hogy képezze magát és hogy segítsen a templom körül. Ő maga nem akarta abbahagyni a képzést.
Az iskolában Szuzuki angol órákat vett és egész jól haladt a nyelvtanulással. Egy helyi orvos, dr. Josikava, időnként megkérte Szuzukit, hogy korrepetálja a két fiát angolból. Josikava jól bánt Szuzukival a munkabér mellett néha tanácsokat is adott neki.

## Felsőbb tanulmányai
1924-ben Szuzuki beiratkozik a tokiói Soto előkészítő iskolába, nem messze Shogan-ji-tól, ahol ő az iskolai sportpályán dolgozott. 1925-től 1926-ig Szuzuki Zen tréningezett Dojun Kato-val a Kenko-inben (Shizuoka). Emellett járt iskolába is. Itt Sunrjú egy 100 napos elvonulás vezető szerzetese lett, ezután többé nem újoncnak tekintették. Teljesítette a tréninget, mint egy fő szerzetes.
1926 áprilisában Sunrjú elvégezte az előkészítő iskolát, és bejutott a Komazawa Daigakurinban egy egyetemre ahol szintén Soto Zent tanítottak. Ez alatt az idő alatt tartotta a kapcsolatot So-onnal Zoun-inben.
Néhány tanára arról értekezett a diákokkal, hogyan érhetne el a Soto Zen nagyobb hallgatóságot, de Sunrjú nem tudta felfogni hogyan érthetné meg a nyugati kultúra valaha is a Zent, Szuzuki kíváncsi lett.
1926. augusztus 26-án, amikor 22 volt, So-on Dharma átadást adott Szuzukinak. Sunrjú apja is visszavonult Shogan-ji apátjaként, szintén ebben az évben és a család elköltözött Zoun-in földjeire, ahol ő inkyoként, azaz visszavonult apátként szolgált.
Később, de még mindig 1926-ban Szuzuki rövid időre kórházba került tuberkulózissal, de hamarosan felépült. 1927-ben egy fontos fejezet nyílott Szuzuki életében. Elment meglátogatni egy professzornőt, aki még Komazawaban tanított neki angolt. A professzornő, Miss Ransom volt, aki olyan embereknek tanított angolt, mint Jiro Kano és Li Yuanhong a kínai elnök gyerekei. Azon a napon felkérte őt tolmácsnak a többiekkel együtt és, hogy segítsen a küldetésekben. Ebben az időszakban tűnt fel neki, hogy Miss Ransom milyen tudatlan volt a Japán kultúrával és a Buddhizmussal kapcsolatban. Csak kicsit tisztelte a buddhizmust, és egy ideál bálványozásának tekintette. De egy nap, amikor nem volt házimunka, amit meg kellett volna csinálni, elkezdtek beszélgetni a buddhizmusról. Ez a beszélgetés volt az, ami megváltoztatta Miss Ransom véleményét a buddhizmusról. Még azt is megengedte Szuzukinak, hogy megtanítsa a zazen meditációra. Ez az élmény jelentős szerepet játszik abban, hogy Szuzuki észrevette, hogy a nyugati tudatlanság a buddhizmusról megváltoztatható, ha egyszerűen megtanítanák, hogy pontosan mi is az.
1929. január 22-én So-on visszavonult, mint Zoun-in apátja és Sunrjút iktatta be, mint Zoun-in 28. apátja. Sogaku odarohant volna a templomba Sunrjúért. 1930 januárjában a ten’e nevezetű ünnepséget Zoun-inban tartották So-on Dharma átadásának elismeréseként. A Soto fejéhez vezető út a papi tanítás adományának engedélyezése. 1930. április 10-én, amikor Szuzuki 25 éves volt elvégezte a Komazawa Daigakurin a Zen és buddhizmus főszakirányon és angol mellék szakirányon.
Szuzuki megemlítette So-onnak, hogy szívesen kimenne Amerikában Zen buddhizmust tanítani. So-on hajthatatlanul ellenezte az ötletet. Szuzuki rájött arra, hogy a tanára közel került hozzá és nem örülne a távozásának. Ezután nem említette meg újra tanárának.

## Eiheiji és Sojiji
So-on szerette volna, ha továbbtanul So-on, és hogy folytassa a tréninget közismert Soto Zen templomban, az Eijiben, amelyik a Fukui tartományban helyezkedett el. 1930 szeptemberében Szuzuki belépett templomba és keresztülment a Zen beavatáson az ún. tangaryon. A szülei Zoun-inben maradtak, hogy vigyázzanak a templomra a távollétében.
Eiheiji az egyik legnagyobb templom Japánban, ahol Zen tréninget lehet végezni. Ebben az időben Gempo Kitano-roshi volt a templom apátja. Japánba utazást megelőzően Kitano a koreai Soto Zen feje volt. Az egyik alapítója volt Zenshujinak, egy Soto Zen templomnak Los Angelesben, Kaliforniában. Szuzuki édesapja és Kitano múltja szorosan összefűződött. Sogaku együtt tréningezett Kitanoval és úgy gondolta, hogy általa jó kapcsolatokra tehet szert. Shinryu nem látta ezt a lehetőséget Kitanoban. Ő csak egy alázatos embert látott, aki egyszerű utasításokat ad és Sunrjú rájött, hogy az apja nagyot tévedett.
A szerzeteseknek sokszor fel voltak adva feladatok a kolostorban, hogy szolgáljanak bizonyos mestereket. Sunrjúnak Ian Kishizawat kellett szolgálnia, egy igen ismert tanárt, aki két nagy japán tanár alatt tanult: Oka Sotan és Nishiari Bokusan alatt. Ő egy híres tudós volt a Dogen Shobogenzojának, és az apja egyik gyerekkori ismerőse is volt.
Kishizawa szigorú, de nem sértegető volt, jól bánt Szuzukival. Szuzuki sokat tanult tőle, és Kishizawa nagy lehetőséget látott benne. Rajta keresztül Szuzuki megbecsülte a Zenben való meghajlás fontosságát egy példán keresztül. Decemberben Szuzuki teljesítette az első igazi 7 napos sesshinjét, egy megpróbáltatást, amely kezdetben nagy kihívás volt, de a végén kifizetődővé vált. Ezzel befejeződött az első gyakorló periódusa az Eihijiben.
1931 szeptemberében, egy újabb gyakorló periódus és sesshin után az Eihijiben, So-on elintézte Szuzukinak, hogy Yokohamában Sojijiben folytassa a felkészülést. Sojiji volt a másik nagy Soto templom Japánban, és Szuzuki újra átment a kemény tangaryo felvételi vizsgán. Sojijit a nagy zen mester Keizan alapította, Sojijinek nyugodtabb a légköre, mint Eiheijinek. Sojijiből Szuzuki gyakran visszautazott Zoun-inba, hogy látogassa templomát.
1932-ben So-on elment Sojijibe, hogy meglátogassa Sunrjút és az után, hogy hallotta Szuzuki elégedettségét a templomban azt tanácsolta neki, hogy hagyja ott. Még az év áprilisában Szuzuki elhagyta Sojijit némi sajnálkozással és visszaköltözött Zoun-inba a családjához. Májusban meglátogatta Ian Kishizawat és So-on áldásával megkérte, hogy tanítsa őt. Szuzuki elment Gyokuden-inbe az utasításaiért, ahol Kishizawa keményen edzette őt a zazenban és személyes interjúkat folytatott le vele.
Valamikor Szuzuki életének ebben a szakaszában elvette egy nőt feleségül, aki megkapta a tuberkulózist. A dátum és a nő neve számunkra ismeretlen, a házasság elég hamar véget ért. A nő visszaköltözött a családjához, miközben Szuzuki a Zoun-inbeli feladataival foglalkozott.

## A San Franciscó-i Zen Központ
1959. május 23-án Szuzuki-roshi megérkezett San Franciscóba (Kalifornia), hogy elmenjen a Soko-jiba, az akkori egyetlen San Franciscó-i Soto-Zen templomba. Szuzuki átvette az ideiglenes paptól, Wako Kazumitsu Katotól. Szuzuki le volt döbbenve az amerikai kultúrától és az is meglepő volt számára, hogy Soko-ji azelőtt egy zsidó zsinagóga volt. A hálóhely az emeleten helyezkedett el, egy ablak nélküli szoba egy irodával mellette.
Szuzuki megérkezésekor a Zen felkapott témává vált néhány közösségben az USA-ban, különösen az ún. beatnikek köreiben. Különösen befolyásoló tényezők voltak Alan Watts könyvei a zenről és buddhizmusról. Szuzuki híre kezdett elterjedni a beatnikek körében és rajtuk keresztül a San Franciscó-i Művelődési intézményben és az Ázsiai Tanulmányok Amerikai Akadémiáján, ahol Alan Watts egyszer igazgató volt. Kato néha tartott előadást az Akadémián és megkérte Szuzukit, hogy csatlakozzon az egyik órához, amit a Buddhizmusról tartott.
A terem tele volt olyanokkal, akik többet akartak tudni a buddhizmusról és a Zen jelenlétében roshi inspirálta őket. Szuzuki megkapott 20 percet, hogy bevezesse őket a zazenbe. Ott ült a padlón zafu nélkül és bámult előre, a fehér falra. Zárásképpen Szuzuki mindenkit meghívott, hogy álljon meg a Sokojinál egy reggel zazenért. Apránként egyre több és több ember jelent meg minden héten, részt vegyen a zazenben Szuzukival reggelente. A tanulók improvizáltak, díszpárnákat használva, melyeket onnan kölcsönöztek, ahol találtak.
A túlnyomórészt kaukázusi csoport, amelyik csatlakozott Szuzukihoz formálta tulajdonképpen a San Franciscó-i Zen Központot Szuzukival. A Zen Központ virágkorát élte 1966-ban Szuzuki irányítása alatt Zentatsu Richard Baker segített hitelesíteni az eredeti eszközök megvásárlását Los Padres Nemzeti Erdőben, amit ők Tassajara Zen Hegyi Központnak hívtak. Röviddel ezután vettek egy épületet a Page Street 300-as szám alatt közel San Francisco Lower Haight-i szomszédságához és átalakították Zen templommá. Szuzuki otthagyta a Sokojiban betöltött posztját, hogy ő legyen az első Ázsián kívüli buddhista felkészítő kolostor első apátja. Az ő teishoinak (Zen beszédeinek) gyűjteménye a pl Zen szellem, az örök kezdők szelleme c. műben van összefoglalva. A bibliográfiája David Chadwick könyvében, a Te görbe uborkában (1999) van részletesen leírva.

## Magyarul megjelent művei
- Zen szellem, a kezdő szellem; ford. Boros Dókó László; Filosz, Bp., 2002 (A zen oszlopai)
- Nincs mindig úgy. A zen igaz szellemének gyakorlása; ford. Boros Dókó László; Filosz, Bp., 2006 (A zen oszlopai)
- Tisztán ragyogó forrás. Zen tanítások a Szandókairól; ford. Fábián Gábor; Filosz, Bp., 2010 (A zen oszlopai)
- A zen köztünk van. Shunryū Suzuki bölcs anekdotái és tanításai; szerk. David Chadwick, ford. Laik Eszter; 21. Század, Budapest, 2023